# Bai Lifang
Bai Lifang (5 de janeiro de 1978) é uma futebolista chinesa que atua como goleira.

## Carreira
Bai Lifang integrou o elenco da Seleção Chinesa de Futebol Feminino, nas Olimpíadas de 2000. 